# Маров, Михаил Яковлевич
Михаи́л Я́ковлевич Ма́ров (28 июля 1933, Москва — 30 ноября 2023) — советский и российский астроном, академик РАН (2008). Лауреат Ленинской премии (1970).

## Биография
В 1958 году окончил МВТУ им. Н. Э. Баумана по специальности «механика», затем работал в РКК «Энергия». С 1962 года, после окончания аспирантуры в Институте физики атмосферы АН СССР, работал в Институте прикладной математики (с 1967 — заведующий отделом физики планет / прикладной механики, планетных исследований и аэрономии). Кандидат физико-математических наук (1964), доктор физико-математических наук (1970, диссертация «Физическая структура атмосферы Венеры»), профессор (1977).
С 1966 по 1978 год — учёный секретарь и заместитель председателя Междуведомственного научно-технического Совета по космическим исследованиям при АН СССР. В 1986—1989 годах — профессор Московского института инженеров геодезии, аэрофотосъёмки и картографии, с 1991 — Международного космического университета, с 2003 — Калужского государственного университета им. К. Э. Циолковского.
Член-корреспондент АН СССР c 15 декабря 1990 года по Отделению проблем машиностроения, механики и процессов управления (механика), академик РАН c 29 мая 2008 года по Отделению наук о Земле (планетные исследования). С 2008 года — заведующий отделом планетных исследований и космохимии Института геохимии и аналитической химии им. В. И. Вернадского РАН. Возглавлял Комиссию РАН по изучению творческого наследия К. Э. Циолковского; до 2019 года входил в состав Бюро Совета РАН по космосу, до 2020 года — заместитель председателя Научного совета РАН по астробиологии. Действительный член Международной академии астронавтики, член Международного астрономического союза и Британского Королевского астрономического общества. Почётный гражданин г. Провиденса, шт. Род-Айленд, США (1988).
В августе 2023 года после провала миссии «Луна-25» был госпитализирован. Учёный, отметивший 90-летний юбилей, очень надеялся, что новая, первая в России миссия полёта на Луну, которая должна была проложить мостик между советской и российской лунными программами, окажется успешной:
«Печально, что не удалось посадить аппарат. Для меня это, пожалуй, была последняя надежда увидеть возрождение нашей лунной программы», — в интервью МК.

Главный редактор журнала «Астрономический вестник. Исследования Солнечной системы» (с 1980), заместитель председателя Научного совета АН СССР по проблемам Луны и планет, председатель секции «Солнечная система» Астрономического совета АН СССР (с 1985), председатель академической комиссии по изучению научного наследия Циолковского и оргкомитета Циолковских чтений. Принимал активное участие в работах, проводимых в рамках советской программы «Интеркосмос».
Скончался утром 30 ноября 2023 года в возрасте 90 лет. Похоронен на Троекуровском кладбище (уч. 4).

## Научная деятельность
Область научных интересов — механика и физика космоса, астрофизика, планетология, изучение Солнечной системы, математическое моделирование космических и природных сред.
Основные труды — в области экспериментальной планетной астрономии, изучения структуры, динамики, оптических характеристик и теплового режима планетных атмосфер. Один из инициаторов и научных руководителей многолетней программы исследования планеты Венера с помощью советских автоматических межпланетных станций серии «Венера». Принимал участие в осуществлении первых прямых измерений параметров атмосферы, определении значений температуры и давления у поверхности Венеры. Изучал термодинамическое состояние газа в атмосфере Венеры и выявил ряд важных динамических характеристик, связанных с проблемами теплообмена и планетарной циркуляции. Был участником комплексного эксперимента на спускаемом аппарате автоматической межпланетной станции «Марс-6», на котором проведены первые прямые измерения параметров атмосферы Марса. В области физики верхней атмосферы (аэрономии) выполнил обширный цикл исследований по изучению структуры и динамики земной термосферы, где выявлен ряд новых эффектов и получены их количественные оценки. Предложил оригинальные подходы к моделированию структуры и физико-химических процессов в верхних атмосферах планет с использованием методов многокомпонентной радиационной гидродинамики и химической кинетики, а также к изучению неравновесных элементарных процессов с использованием статистических методов в решении кинетических уравнений.
М. Я. Марову принадлежит ведущая роль в изучении околоземного космического пространства, Луны и планет Солнечной системы. Внёс большой вклад в разработку теоретических основ аэрономии, в механику многокомпонентных турбулентных реагирующих газов и неоднородных многофазных сред, в изучение неравновесных кинетических процессов, создание оригинальных методов математического моделирования атмосфер планет, комет и их газовых оболочек, миграционно-столкновительных процессов в космическом пространстве.
Автор свыше 250 научных работ в российских и зарубежных реферируемых журналах и 15 монографий по актуальным проблемам космических исследований, механики и физики космических сред.

## Награды
- Ленинская премия (1970)
- Государственная премия СССР (1980)
- Премия имени А. Галабера Международной астронавтической федерации (1973)
- диплом НАСА (2012; за лидирующую роль в исследованиях Солнечной системы)[11]
- Демидовской премии (2015)[12]
- Орден Почёта (2003)[13]
- Орден Дружбы (2015)[14]
- премия Эдвина Сиффа (2013; за пионерские исследования планет)[11]
- медаль Уильяма Нордберга COSPAR (2014)[11]
- Демидовская премия (2015)[11]
- Золотая медаль имени М. В. Келдыша (2016) — за выдающийся вклад в космические исследования и решение крупных научных проблем в области прикладной математики и механики
- Орден Александра Невского (2021)[15]